# Psilorhynchus pseudecheneis
Psilorhynchus pseudecheneis är en fiskart som beskrevs av Menon och Datta, 1964. Psilorhynchus pseudecheneis ingår i släktet Psilorhynchus och familjen Psilorhynchidae. IUCN kategoriserar arten globalt som livskraftig. Inga underarter finns listade i Catalogue of Life.